# Jouko Karjalainen
Jouko Kalevi Karjalainen (* 27. Juli 1956 in Kajaani) ist ein ehemaliger finnischer Nordischer Kombinierer.

## Karriere

### Weltmeisterschaften
Karjalainen nahm erstmals 1978 bei den Nordischen Skiweltmeisterschaften in Lahti an einem internationalen Wettbewerb teil. Im Einzelwettbewerb belegte er den 8. Platz.
1982 in Oslo verpasste er mit dem 4. Platz knapp die Medaillenränge, gewann jedoch im Teamwettbewerb mit Rauno Miettinen und Jorma Etelälahti die Silbermedaille.
Ebenfalls mit Rauno Miettinen sowie mit Jukka Ylipulli wurde er 1984 in Rovaniemi Vizeweltmeister im nichtolympischen Teamwettbewerb.
Ein Jahr später gewann er bei den Weltmeisterschaften in Seefeld sowohl im Einzel- als auch im Teamwettbewerb mit Jyri Pelkonen und Jukka Ylipulli die Bronzemedaille.

### Olympische Spiele
Bei den Olympischen Winterspielen 1980 in Lake Placid gewann Karjalainen die Silbermedaille im Einzelwettbewerb. Diesen Erfolg wiederholte er vier Jahre später bei den Olympischen Winterspielen 1984 in Sarajevo.

### Sonstige Erfolge und Karriereende
In der Saison 1980/81 gewann Karjalainen den Einzelwettbewerb beim prestigeträchtigen Holmenkollen-Skifestival sowie das Etappenrennen der Norwegentournee in Mo i Rana.
Nach seiner aktiven Laufbahn trainierte der Berufssoldat von 1998 bis 2002 und 2006 bis 2008 das finnische Nationalteam der Nordischen Kombinierer.